# Хорнер, Антон
Анто́н Хо́рнер (англ. и нем. Anton Horner; 21 июня 1877, Госсенгрюн — 1971, Филадельфия) — австрийско-американский валторнист и педагог, один из основателей американской национальной школы игры на валторне.

## Биография
Уроженец Нижней Австрии Антон Хорнер получил музыкальное образование в Лейпцигской консерватории. Прежде чем начать занятия на валторне, он учился в Лейпцигской консерватории как скрипач. Однако Фридрих Гумперт, к которому он поступил, чтобы изучать валторну как второй инструмент, убедил Хорнера в его неординарных способностях к игре на этом инструменте и вскоре он полностью перешёл к занятиям на валторне.
В 1894 году Антон Хорнер по приглашению американского дирижёра Виктора Херберта переехал в Соединённые Штаты, где он некоторое время проработал в Питтсбургском симфоническом оркестре. Затем в 1902 году Хорнер стал солистом Филадельфийского симфонического оркестра.
Больших успехов достиг Антон Хорнер и как педагог. С 1924 по 1942 год он преподавал валторну в Кёртисовском институте музыки в Филадельфии. Он оказал заметное влияние на развитие своего инструмента в США и по праву считается одним из основателей американской валторновой школы наряду с ещё несколькими известными музыкантами, в основном также иммигрировавшими в США из Европы. Среди его учеников Джеймс Чемберс, Джозеф Эджер и Мейсон Джонс. В конце жизни Антон Хорнер активно участвовал в создании Международного общества валторнистов. В 1971 году он был избран почётным членом этой организации.